# Bones (azienda)
Bones (株式会社ボンズ?, Kabushiki-gaisha Bonzu) è uno studio di animazione giapponese fondato nell'ottobre 1998. È noto per la produzione di anime quali RahXephon, Wolf's Rain, Eureka Seven, Fullmetal Alchemist, Space Dandy, Soul Eater, Mob Psycho 100, My Hero Academia e Bungo Stray Dogs.

## Storia
Bones è stato fondato da tre membri dello staff di Sunrise, il produttore Masahiko Minami ed i character designer Hiroshi Osaka e Toshihiro Kawamoto nell'ottobre del 1998, poco dopo la fine della produzione di Cowboy Bebop. In questo studio entrarono a far parte inizialmente molti membri della divisione della casa madre nota come "Studio 2", che oltre a Bebop aveva prodotto di recente serie quali Mobile Suit Gundam: The 08th MS Team e I cieli di Escaflowne.
I primi progetti furono proprio i due adattamenti cinematografici di Escaflowne nel 2000 e Cowboy Bebop (Knockin' on Heaven's Door) nel 2001, entrambi coprodotti da Sunrise. In parallelo, Bones produsse le sue prime due serie indipendenti, Hyou Senki e Angelic Layer, ma il successo arrivò solo nel 2002, con il primo soggetto originale dello studio, RahXephon. Dopo un'ultima collaborazione minore con la Sunrise, questa volta per Overman King Gainer di Yoshiyuki Tomino (2002-2003), Bones ha assunto una posizione totalmente indipendente, distinguendosi nel corso degli anni per l'alta qualità tecnica degli anime prodotti.
Dopo la prematura scomparsa a soli 44 anni di Hiroshi Osaka nel settembre 2007, due membri dello studio sono entrati nel nuovo consiglio d'amministrazione della società, Makoto Watanabe e Takahiro Komori. Nello stesso anno nacque lo studio Kinema Citrus, che condivide con Bones alcuni membri del personale. I due studi hanno collaborato nel 2009 per il film Eureka Seven - Il film e la serie TV Tokyo Magnitude 8.0.

## Studio
Esattamente come Sunrise, Bones è diviso in gruppi più piccoli che sono specializzati nei loro progetti anime.
- Studio A: Guidato dal produttore Naoki Amano, ha lavorato a Gosick, Wolf's Rain, Noragami, Carole & Tuesday e The Case Study of Vanitas.
- Studio B: Ha lavorato a Eureka Seven, RahXephon, Space Dandy e Mob Psycho 100.
- Studio C: Guidato dal produttore Yoshihiro Oyabu, è principalmente conosciuto per Fullmetal Alchemist, Darker than Black, Soul Eater e Ouran High School Host Club. Al momento sta lavorando per My Hero Academia.
- Studio D: Guidato da Mari Suzuki, è conosciuto per Fullmetal Alchemist: Brotherhood e No. 6. Dal 2015, lavora per Bungo Stray Dogs.
- Studio E: Guidato da Makoto Watanabe, è lo studio più recente e sta lavorando ai nuovi film di Eureka Seven dal 2017.[1][2][3]

## Produzioni

### Dal 2000 al 2009

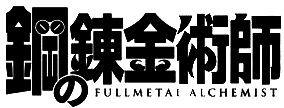
Logo della serie anime Fullmetal Alchemist, opera più famosa dello studio.

| Anno      | Titolo                                                                      | Tipo     | Episodi | Note | Fonti |
| --------- | --------------------------------------------------------------------------- | -------- | ------- | ---- | ----- |
| 2000      | Escaflowne - The Movie (Produzione associata a Sunrise)                     | Film     | 1       |      |       |
| 2000-2001 | Hyou Senki                                                                  | Serie TV | 26      |      |       |
| 2001      | Cowboy Bebop - il film: Knockin' on Heaven's Door (co-prodotto con Sunrise) | Film     | 1       |      |       |
| 2001      | Angelic Layer                                                               | Serie TV | 26      |      |       |
| 2002      | RahXephon                                                                   | Serie TV | 26      |      |       |
| 2003      | RahXephon Interlude: Her and Herself/Thatness and Thereness                 | OAV      | 1       |      |       |
| 2003      | RahXepon: Pluralitas Concentio                                              | Film     | 1       |      |       |
| 2003      | Wolf's Rain                                                                 | Serie TV | 26+4    |      |       |
| 2003      | Scrapped Princess                                                           | Serie TV | 24      |      |       |
| 2003-2004 | Fullmetal Alchemist                                                         | Serie TV | 51      |      |       |
| 2004      | Kenran Butohsai - The Mars Daybreak                                         | Serie TV | 26      |      |       |
| 2004      | Kurau Phantom Memory                                                        | Serie TV | 24      |      |       |
| 2005      | Fullmetal Alchemist The Movie: Il conquistatore di Shamballa                | Film     | 1       |      |       |
| 2005-2006 | Eureka Seven                                                                | Serie TV | 50+1    |      |       |
| 2006      | Ouran High School Host Club                                                 | Serie TV | 26      |      |       |
| 2006      | Jū ō sei                                                                    | Serie TV | 11      |      |       |
| 2006      | Fullmetal Alchemist: Premium Collection                                     | OAV      | 4       |      |       |
| 2006-2007 | Ghost Slayers Ayashi                                                        | Serie TV | 25      |      |       |
| 2007      | Ayashi Divine Comedy                                                        | OAV      | 5       |      |       |
| 2007      | Darker Than Black: The Black Contractor                                     | Serie TV | 25      |      |       |
| 2007      | Skull Man                                                                   | Serie TV | 13      |      |       |
| 2007      | Sword of the Stranger                                                       | Film     | 1       |      |       |
| 2008      | Chiko, Heiress of the Phantom Thief (co-prodotto con TMS Entertainment)     | Serie TV | 22      |      |       |
| 2008      | Darker Than Black: Beneath the Fully Bloomed Cherry Blossoms                | OAV      | 1       |      |       |
| 2008-2009 | Xam'd: Lost Memories                                                        | ONA      | 26      |      |       |
| 2008-2009 | Soul Eater                                                                  | Serie TV | 51      |      |       |
| 2009      | Darker Than Black: Gemini of the Meteor                                     | Serie TV | 12      |      |       |
| 2009      | Tokyo Magnitude 8.0 (co-prodotto con Kinema Citrus)                         | Serie TV | 11      |      |       |
| 2009      | Eureka Seven - Il Film (co-prodotto con Kinema Citrus)                      | Film     | 1       |      |       |
| 2009-2010 | Fullmetal Alchemist: Brotherhood                                            | Serie TV | 64+4    |      |       |

### Dal 2010 al 2019

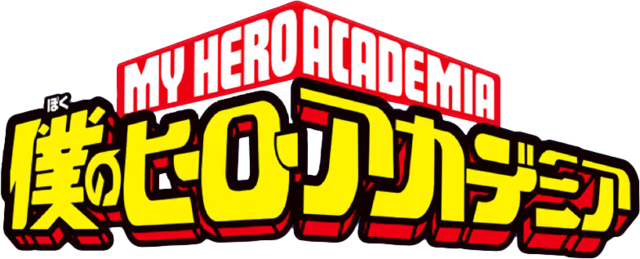
Logo della serie anime My Hero Academia, opera più influente del decennio.

| Anno      | Titolo | Tipo     | Episodi | Note | Fonti |
| --------- | --- | -------- | ------- | ---- | ----- |
| 2010      | Heroman | Serie TV | 26      |      |       |
| 2010      | Darker Than Black: Gaiden | OAV      | 4       |      |       |
| 2010      | Halo: Legends (episodio Prototype) | OAV      | 1       |      |       |
| 2010-2011 | Star Driver: Kagayaki no Takuto | Serie TV | 25      |      |       |
| 2011      | Gosick | Serie TV | 24      |      |       |
| 2011      | Un-Go | Serie TV | 12      |      |       |
| 2011      | No. 6 | Serie TV | 11      |      |       |
| 2011      | Towa no Quon | Film     | 6       |      |       |
| 2012      | Fullmetal Alchemist - La sacra stella di Milos                                                                                            | Film     | 1       |      |       |
| 2012      | Eureka Seven: AO | Serie TV | 24      |      |       |
| 2012      | Eureka Seven AO: The Flowers of Jungfrau                                                                                                  | OAV      | 1       |      |       |
| 2012-2013 | Blast of Tempest | Serie TV | 24      |      |       |
| 2013      | Star Driver: The Movie | Film     | 1       |      |       |
| 2013-2014 | Tenkai Knights | Serie TV | 52      |      |       |
| 2014      | Space Dandy | Serie TV | 26      |      |       |
| 2014      | Soul Eater Not! | Serie TV | 12      |      |       |
| 2014      | Chaika: The Coffin Princess | Serie TV | 12      |      |       |
| 2014      | Captain Heart | Serie TV | 25      |      |       |
| 2014      | Noragami | Serie TV | 12+2    |      |       |
| 2015      | Noragami Aragoto | Serie TV | 13+2    |      |       |
| 2015      | Kekkai Sensen - Blood Blockade Battlefront                                                                                                | Serie TV | 12+1    |      |       |
| 2015      | Show by Rock!! | Serie TV | 12      |      |       |
| 2015      | Chaika - The Coffin Princess: Avenging Battle                                                                                             | Serie TV | 10      |      |       |
| 2015      | Concrete Revolutio: Superhuman Phantasmagoria                                                                                             | Serie TV | 13      |      |       |
| 2015-2016 | Shirayuki dai capelli rossi | Serie TV | 24+1    |      |       |
| 2016      | Concrete Revolutio: The Last Song | Serie TV | 11      |      |       |
| 2016      | Show by Rock!!# | Serie TV | 12      |      |       |
| 2016      | Show by Rock!! Short!! | Serie TV | 12      |      |       |
| 2016      | Mob Psycho 100 | Serie TV | 12      |      |       |
| 2016      | Bungō Stray Dogs | Serie TV | 12      |      |       |
| 2016      | Bungō Stray Dogs 2 | Serie TV | 12+1    |      |       |
| 2016      | My Hero Academia | Serie TV | 13+1    |      |       |
| 2017      | My Hero Academia 2 | Serie TV | 25+1    |      |       |
| 2017      | Kekkai Sensen & Beyond | Serie TV | 12+1    |      |       |
| 2017      | Eureka Seven AO: Final | ONA      | 5       |      |       |
| 2017-2021 | Eureka Seven Hi-Evolution | Film     | 3       |      |       |
| 2018      | My Hero Academia 3 | Serie TV | 25+1    |      |       |
| 2018      | My Hero Academia: Two Heroes | Film     | 1       |      |       |
| 2018      | Dragon Pilot: Hisone and Masotan | Serie TV | 12      |      |       |
| 2018      | A.I.C.O. Incarnation | ONA      | 12      |      |       |
| 2018      | Mob Psycho 100: REIGEN ~Lo Sconosciuto Psichico dei Miracoli~                                                                             | OAV      | 1       |      |       |
| 2018      | Bungō Stray Dogs: Dead Apple | Film     | 1       |      |       |
| 2019      | Bungō Stray Dogs 3 | Serie TV | 12      |      |       |
| 2019      | Mob Psycho 100 2 | Serie TV | 13      |      |       |
| 2019      | Mob Psycho 100: La Prima Gita Aziendale dell'Ufficio Materie Spirituali ~Un Viaggio che Lenirà i Cuori Feriti e Darà Sollievo agli Animi~ | OAV      | 1       |      |       |
| 2019      | Carole & Tuesday | Serie TV | 24      |      |       |
| 2019      | My Hero Academia: Heroes Rising | Film     | 1       |      |       |
| 2019-2020 | My Hero Academia 4 | Serie TV | 25+2    |      |       |

### Dal 2020 in poi

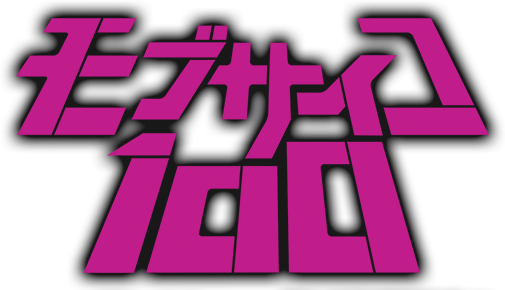
Logo della serie anime Mob Psycho 100.

| Anno      | Titolo                                                   | Tipo     | Episodi | Note | Fonti |
| --------- | -------------------------------------------------------- | -------- | ------- | ---- | ----- |
| 2020      | Josée, la tigre e i pesci                                | Film     | 1       |      |       |
| 2021      | Sk8 the Infinity                                         | Serie TV | 12      |      |       |
| 2021      | Bungō Stray Dogs Wan!                                    | Serie TV | 12      |      |       |
| 2021      | Godzilla - Punto di singolarità (co-prodotto con Orange) | ONA      | 13      |      |       |
| 2021      | Super ladri                                              | ONA      | 13      |      |       |
| 2021      | My Hero Academia: World Heroes' Mission                  | Film     | 1       |      |       |
| 2021      | My Hero Academia 5                                       | Serie TV | 25+1    |      |       |
| 2021-2022 | The Case Study of Vanitas                                | Serie TV | 24      |      |       |
| 2022      | Mob Psycho 100 3                                         | Serie TV | 12      |      |       |
| 2022-2023 | My Hero Academia 6                                       | Serie TV | 25      |      |       |
| 2023      | Bungō Stray Dogs 4                                       | Serie TV | 13      |      |       |
| 2023      | Bungō Stray Dogs 5                                       | Serie TV | 11      |      |       |
| 2024      | Metallic Rouge                                           | OAV      | TBA     |      |       |
| 2024      | Time Patrol Bon                                          | ONA      | TBA     |      |       |
| 2024      | My Hero Academia 7                                       | Serie TV | TBA     |      |       |
| 2024      | My Hero Academia: You're Next                            | Film     | 1       |      | [ 4 ] |
| 2025      | Vigilante: My Hero Academia Illegals                     | Serie TV | TBA     |      | [ 5 ] |
| 2025      | My Hero Academia 8                                       | Serie TV | TBA     |      |       |
| 2025      | Gachiakuta                                               | Serie TV | TBA     |      | [ 6 ] |
| 2025      | Yomi no tsugai                                           | Serie TV | TBA     |      | [ 7 ] |

## Videogiochi
- Rahxephon Sōkyū Gensokyoku (Bandai, 2003)
- Fullmetal Alchemist: Tobenai tenshi (Square Enix, 2003)
- Fullmetal Alchemist 2: Akaki erikushiru no akuma (Square Enix, 2004)
- Fullmetal Alchemist 3: Kami o tsugu shōjo (Square Enix, 2005)
- Eureka Seven vol. 1: New Wave (Bandai, 2005)
- Eureka Seven vol. 2: New Vision (Bandai, 2006)
- Soul Eater: Monotone Princess (Square Enix, 2008)
- Code of Princess (Agatsuma Entertainment, 2012)
- Liberation Maiden (Level-5, 2012)
- Professor Layton vs. Phoenix Wright: Ace Attorney (Capcom/Level-5, 2012)
- Phoenix Wright: Ace Attorney - Dual Destinies (Capcom, 2013)